# Miami Toros
I Miami Toros furono una franchigia calcistica statunitense, con sede a Miami.

## Storia
Alla fine 1971 i Washington Darts si trasferirono a Miami e divennero i Miami Gatos. Nella stagione d'esordio, la NASL 1972 ottennero il quarto ed ultimo posto della Southern Division. In quella stagione i Gatos furono la prima franchigia calcistica a ingaggiare un calciatore tramite draft, ovvero il difensore Alain Maca.
La stagione seguente la franchigia assunse il nome di Miami Toros, ottenendo il terzo ed ultimo posto della Eastern Division.
Nella stagione 1974 raggiunge la finale della NASL, persa ai rigori contro i Los Angeles Aztecs, mentre nell'annata successiva il cammino si interruppe in semifinale.
Nel 1977 la franchigia si trasferisce a Fort Lauderdale, ove diventa il Fort Lauderdale Strikers.
I Toros furono la prima franchigia di proprietà femminile, visto che venne acquisita da Elizabeth Robbie, moglie di Joe Robbie, proprietario della squadra di football americano Miami Dolphins.

## Colori e simboli
La franchigia sotto la denominazione di Gatos aveva come maglia di casa una divisa bianca con inserti viola mentre quella di trasferta era viola con inserti bianchi; sul suo stemma era apposto un gatto. Quando la franchigia assunse la denominazione Toros la maglia di casa divenne amaranto con inserti bianca, mentre quella da trasferta era bianca: sul suo stemma era presente invece un toro.
| Miami Gatos 1972 Casa | Miami Gatos 1972 Trasferta |

## Allenatori
- 1972  Salvatore De Rosa

 Norman Sutherland (ad interim)
 Guillermo Fleming /  Billy Fraser
- 1973-1975  John Young
- 1975-1976  Gregory Myers
- 1976  Ken Furphy[8]

## Palmarès

### Altri piazzamenti
- Campionato NASL:

Secondo posto: 1974